# Cồ (họ)
Cồ là một họ của người Việt Nam.

## Họ Cồ Việt Nam
Họ Cồ có nguồn gốc từ làng Vân Cù, xã Đồng Sơn, huyện Nam Trực, tỉnh Nam Định. Nhiều người của họ này làm nghề bán phở, nên dòng họ này còn được báo chí gọi là "gia tộc phở".

## Người Việt Nam họ Cồ có danh tiếng
- Cồ Văn Chiêu, người sáng lập các quán phở tại 49 Bát Đàn và 48 Hàng Đồng ở Hà Nội.[3]
- Cồ Huy Hùng, nghệ sĩ ưu tú, giảng viên & trưởng bộ môn Đàn nguyệt và là trưởng khoa Âm nhạc Truyền thống, Học viện Âm nhạc Quốc gia Việt Nam